# Gateway National Recreation Area
De Gateway National Recreation Area is een National Recreation Area in New York. Het beschermd landschap omvat drie van elkaar gescheiden onderdelen:
- Sandy Hook Unit, met het Fort Hancock Historic District, omvattende het schiereiland ten oosten van de Sandy Hook Bay in Monmouth County (New Jersey)
- Staten Island Unit langs de zuidoostelijke kust van Staten Island met het Great Kills Park, Miller Field, Fort Wadsworth, Hoffman Island en Swinburne Island
- Jamaica Bay Unit gelegen op The Rockaways en in de Jamaica Bay, verspreid over Brooklyn en Queens, met Breezy Point, Fort Tilden, het Jacob Riis Park, Plumb Beach, Floyd Bennett Field, Canarsie Pier, Frank Charles Memorial Park en het natuurreservaat Jamaica Bay Wildlife Refuge.

De National Recreation Area en het reservaat worden beheerd door de National Park Service.
Het gebied dat miljoenen bezoekers per jaar aantrekt biedt recreatiemogelijkheid als oceaanzwemmen, vogelobservatie, varen, wandelen en kamperen. Het United States Congress keurde de betrokken wetgeving goed in september 1972 en de recreatiezone werd geopend op 27 oktober 1972, op dezelfde dag als de Golden Gate National Recreation Area rond de Baai van San Francisco.